# Ніжова
Ніжова (пол. Niżowa) — село в Польщі, у гміні Ґдув Велицького повіту Малопольського воєводства.
Населення — 184 особи (2011).

## Демографія
Демографічна структура станом на 31 березня 2011 року:
|          | Загалом | Допрацездатний вік | Працездатний вік | Постпрацездатний вік |
| -------- | ------- | ------------------ | ---------------- | -------------------- |
| Чоловіки | 90      | 18                 | 61               | 11                   |
| Жінки    | 94      | 25                 | 52               | 17                   |
| Разом    | 184     | 43                 | 113              | 28                   |